# Ácido betulínico
El ácido betulínico es un  pentacíclico de origen natural triterpenoides que tiene propiedades antirretrovirales, contra la malaria, y antinflamatorios, así como un potencial más recientemente descubierto como un agente contra el cáncer, por la inhibición de la topoisomerasa. Se encuentra en la corteza de varios especies de plantas, principalmente el abedul blanco Betula pubescens de la que recibe su nombre, sino también de Ziziphus mauritiana, Prunella vulgaris, las plantas carnívoras  tropicales Triphyophyllum peltatum y Ancistrocladus heyneanus, Diospyros leucomelas, un miembro de la familia del caqui, Tetracera boiviniana, el jambul (Syzygium formosanum),  del membrillo en flor (Chaenomeles sinensis),  el romero, y Pulsatilla chinensis.

## La actividad antitumoral
En 1995, el ácido betulínico se informó como un selectivo inhibidor del melanoma humano. Entonces se demostró que inducía la apoptosis en el neuroblastoma humano in vitro e in vivo en sistemas modelo. Actualmente, está en desarrollo con la ayuda del Acceso rápido al programa de desarrollo de la intervención del Instituto Nacional del Cáncer.  Además, el ácido betulínico fue encontrado activo contra neuroectodérmicos (neuroblastoma, meduloblastoma, el sarcoma de Ewing) y los tumores cerebrales malignos, El carcinoma de ovario, en humanos células de leucemia HL-60,  y carcinoma de células escamosas SCC25 y líneas celulares SCC9 malignas en la cabeza y cuello. En contraste, los tumores epiteliales, tales como de mama, de colon,  células pequeñas de pulmón y carcinomas de células renales,  así como leucemia de células T,  completamente no responden al tratamiento con ácido betulínico.